# Ukir Deleng
Ukir Deleng is een bestuurslaag in het regentschap Aceh Tenggara van de provincie Atjeh, Indonesië. Ukir Deleng telt 197 inwoners (volkstelling 2010).